# Konrad I. von Morsbach
Konrad I. von Morsbach († 13. Januar 1171) war Fürstbischof von Eichstätt von 1153 bis 1171.

## Leben
Konrad I. von Morsbach war laut einem Abtkatalog aus der ersten Hälfte des 16. Jahrhunderts ein Abt des Klosters Wülzburg, er ist aber nicht als solcher in Urkunden belegt. Vor seiner Zeit als Abt müsste er nach einem Speyerer Nekrolog dem Speyerer Domkapitel angehört haben. Als namensgebende Ortschaft nimmt man Morsbach an, heute ein Ortsteil von Titting im oberbayerischen Landkreis Eichstätt. Die Familie von Morsbach war ein Eichstätter Ministerialengeschlecht (siehe auch Liste bayerischer Adelsgeschlechter#M).
Konrad I. von Morsbach verdankte seine Erhebung zum Bischof Friedrich Barbarossa. Als dessen Anhänger begleitete er ihn auf zahlreichen Reisen. Dabei war er auch bei dessen Vermählung mit Beatrix von Burgund 1156 in Würzburg anwesend. Er begleitete ihn auch bei seinem zweiten Italienzug 1158. Für seine Verdienste überließ ihm Friedrich das Reichsgut Rebdorf. Konrad I. gründete hier ein Augustinerchorherrenstift. Diese Eigenkirche stärkte die Position der Eichstätter Bischöfe wesentlich. Da sie von Konrad I. auch mit Besitz des Eichstätter Domkapitels ausgestattet wurde, brach unter seinem Nachfolger Egelolf ein Konflikt darüber aus. Konrad I. wurde vor dem Hochaltar der Stiftskirche von Rebdorf bestattet, sein Grab ist nicht erhalten.